# James Dickey
James Lafayette Dickey (Buckhead, Atlanta, Geòrgia, 2 de febrer de 1923 - Columbia, Carolina del Sud, 19 de gener de 1997), més conegut com James Dickey, va ser un poeta, novel·lista, crític literari i professor universitari estatunidenc.
Dickey fou conegut especialment per la seva poesia i per la novel·la Deliverance.
És considerat un dels més importants poetes estatunidencs de la segona meitat del segle xx.

## Vida personal i carrera
Era el segon fill de Eugene Dickey, advocat, i Maibelle Swift Dickey. El seu germà gran va morir de meningitis.
A la seva infància, el seu contacte amb la literatura es va reduir a la lectura de novel·les pulp. També llegia i estudiaba els poemes Horatius at the Bridge, de Thomas Macaulay, i The Shooting of Dan McGrew, de Robert William Service, ambdues lectures seguint els consells del seu pare.
Va estudiar a l'escola secundària North Fulton i, posteriorment, a l'escola Darlington. En 1942 es va matricular a la Universitat Clemson, on va destacar com jugador de futbol americà. Després de només un semestre va marxar a combatre a la Segona Guerra Mundial, on va completar nombroses missions aèries al Pacífic Sud.
Després de la guerra, i gràcies a una llei que oferia educació gratuita als veterans, va tornar a la universitat. En 1948 va contraure matrimoni amb Maxine Syerson, amb la que tingué dos fills, Christopher i Kevin. Va assolir la llicenciatura en Anglés al 1949 a la Universitat Vanderbilt i, un any després, va obtenir un Master of Fine Arts a la mateixa institució. En aquesta època començà a escriure poesia seriosament, apareixent poemas seus a revistes literàries.
En 1950 fou contractat per la Universitat Rice com professor d'anglés, però quatre mesos més tard és cridat a files de nou, degut a la Guerra de Corea. Va estar dos anys com instructor de la Forces Aèries dels Estats Units d'Amèrica, abans de tornar a Rice. En 1954 va rebre una beca, que va utilitzar per estar un any viatjant per Europa i escrivint. En tornar va entrar a treballar a la Universitat de Florida, però va dimitir després d'una polèmica per la lectura d'un dels seus poemes.
Al 1956, Dickey va donar un gir a la seva vida, passant a dedicar-se, amb un èxit considerable, a la publicitat. Però mai va deixar d'escriure poesia, i després de rebre alguns premis, publicar la seva primera col·lecció de poemes i rebre una beca Guggenheim, abandonà la publicitat per dedicar-se exclusivament a la literatura.
El 1963 es va convertir en poeta resident de vàries universitats, de 1966 a 1968 fou consultor en poesia de la Biblioteca del Congrés i va continuar publicant i rebent un notable reconeixement per la seva obra.
També al 1966 va guanyar el National Book Award de poesia per Buckdancer's Choice.
En 1968 fou nomenat poeta resident i en 1970 primer professor d'anglés, ambdós càrrecs a la Universitat de Carolina del Sud, institució que ja no abandonaria fins a la seva mort.
Aquella època, principis dels anys 1970, fou la més prolífica de ÇDickey, publicant nombrosos llibres de poesia i la novel·la Deliverance (1970), aclamada per crítica i públic, i adaptada pel cinema dos anys després amb guió del mateix autor.
Va seguir publicant poesia, novel·les crítica literària, amb incursions a la literatura infantil, l'escriptura de guions i l'assaig.
Després de morir la seva primera esposa, Dickey va tornar a casar-se en 1976 amb Deborah Dodson, amb la que tingué la seva filla Brownen.
En 1977 va escriure i llegir The Strength of Fields a la cerimònia de possessió, com President dels Estats Units, de Jimmy Carter.
Dickey va morir el 19 de gener de 1997 a Columbia (Carolina del Sud), de fibrosi pulmonar.

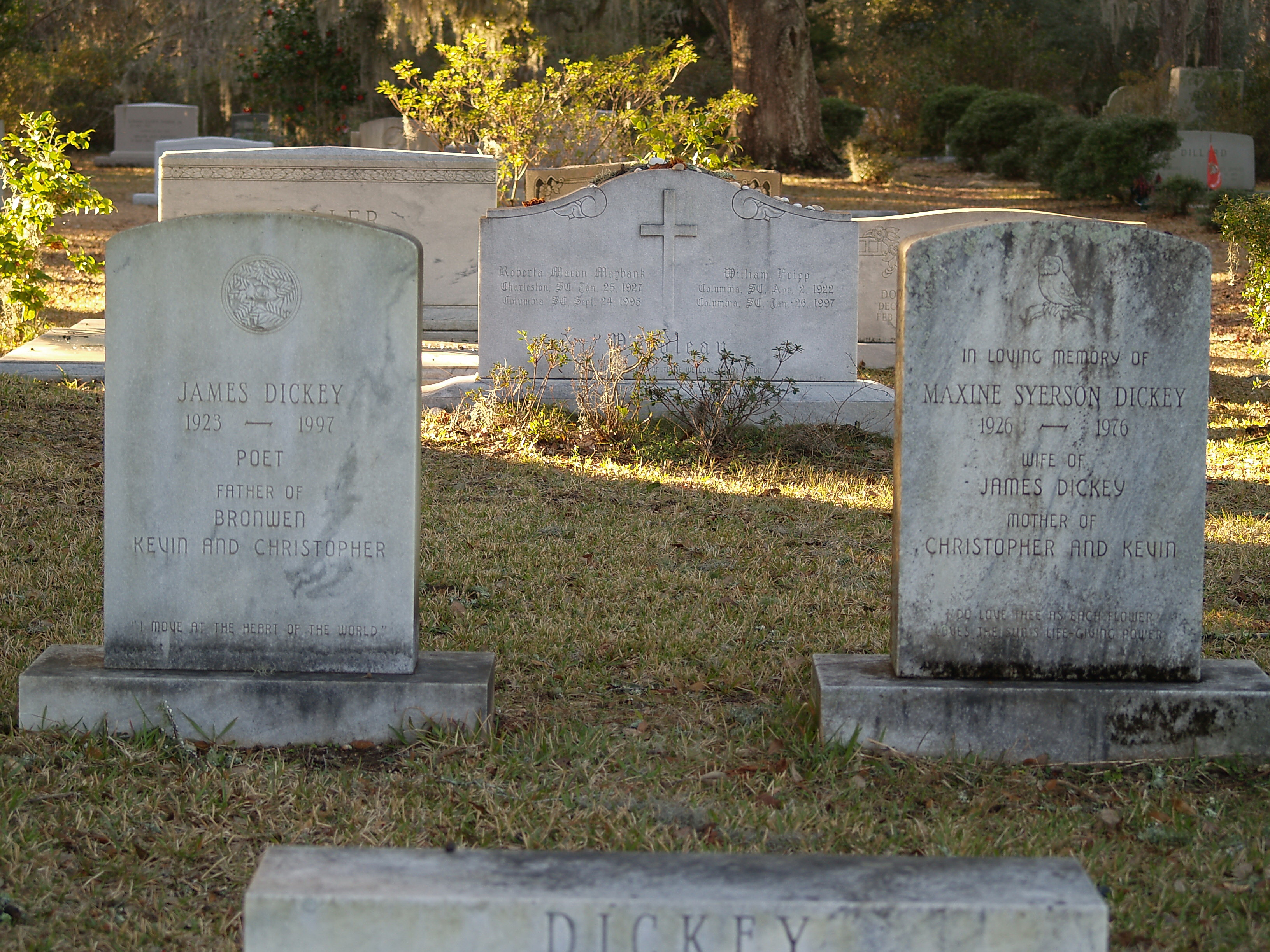
Tomba de l'autor a Pawleys Island

## Estil
Dickey va combinar a la seva poesia diferents temes: natura, misticisme, història i religió. La seva escriptura es va caracteritzar per la barreja: imatges líriques que donen pas a altres violentes, la natura o lo natural enfrontat a la decadència i la mort.
Per a Dickey natura i civilització son pols absolutament oposats, fins al punt que el seu encontre només pot portar a la violència i la mort. Aquest punt queda molt clar a la seva famosa novel·la Deliverance, relat de l'experiència de quatre homes de negocis de ciutat en un viatge en canoa per un riu, que es tornarà una violenta i demolidora lluita per la supervivència contra l'entorn i els seus habitants. Aquesta novel.la va assolir més fama després de ser portada a la pantalla, en una pel·lícula en la que l'autor va estar molt implicat: va signar el guió, participà en l'elecció de la banda sonora i, fins i tot, va interpretar un petit paper.
El trànsit vital també fou un tema habitual a la poesia de Dickey, tant cap a una nova vida com cap a la mort. Això queda palés, per exemple, en Puella (llarg poema que tracta el camí d'una nena cap a la maduresa) o en The Zodiac (a on narra el viatge d'un escriptor alcohòlic a Amsterdam per morir).
La poesia de Dickey, i sobre tot la seva novel·la més famosa Deliverance, es poden considerar country noir, donat que tal com va afirmar Dana Gioia, un altre gran poeta i crític literari:
| «            | Les seves aportacions no provenen d'explorar zones exòtiques de l'experiència nord-americana, sinó de portar al poema la mitologia del redneck del sud, amb tots els seus llòbrecs accessoris d'ebrietat, brutalitat, sexualitat e ignorància. Dickey va crear un nou paisatge literari que, per poc atractiu que resulti, continua semblant creïble i pertinent per als lectors contemporanis. La seva va ser una poesia per nord-americans que no viatgen a l'estranger, excepte si els envien com soldats, una poesia que troba coses més rares en els apartats boscos de Geòrgia que als confins d'Àsia. Va escriure sobre gent que un coneix a la vida, però que mai abans havia trobat als versos. | » |
| — Dana Gioia | |   |

## Obra publicada

### Poesia
- Into the Stone. 1960. Charles Scribner's Sons. OCLC 964264339.
- Drowning with Others. 1962. Wesleyan University Press. ISBN 978-0-8195-1014-3.
- Helmets. 1964. Longmans. ISBN 978-0-8195-2021-0.
- Two Poems of the Air. 1964. Centicore Press. {{mida|80%|OCLC 2770588.
- Buckdancer's Choice. 1965. Wesleyan University Press. ISBN 978-0-8195-1028-0. Premio Nacional del Libro de Poesía.
- Poems 1957-1967. 1967. Wesleyan University Press. ISBN 978-0-8195-6055-1.
- The Achievement of James Dickey. 1968. Scott, Foresman & Co. OCLC 442619.
- The Eye-Beaters, Blood, Victory, Madness, Buckhead and Mercy. 1970. Hamish Hamilton.ISBN 978-0-241-01965-8.
- Exchanges. 1971. Bruccoli-Clark. OCLC 277527.
- The Zodiac. 1976. Doubleday. ISBN 978-0-89723-018-6.
- The Owl King. 1977. Red Angel Press. OCLC 6426660.
- Veteran Birth. 1978. Palaemon Press. OCLC 10289447.
- Head-Deep in Strange Sounds: Free-Flight Improvisations from the unEnglish. 1979. Palaemon Press. OCLC 5366327.
- The Strength of Fields. 1977. Doubleday. ISBN 978-0-385-15809-1.
- Scion. 1980. The Deerfield Press. OCLC 7517420.
- The Early Motion. 1981. Wesleyan University Press. ISBN 978-0-8195-5061-3.
- Falling, May Day sermon and Other Poems. 1981. Wesleyan University Press. ISBN 978-0-8195-6069-8.
- Puella. 1982. Doubleday. ISBN 978-0-385-17763-4.
- Värmland. 1982. Palaemon Press. OCLC 10743368.
- The Central Motion. Poems, 1968-1979. 1983. Wesleyan University Press. ISBN 978-0-8195-5091-0.
- False Youth: Four Seasons. 1983. Pressworks Press. ISBN 978-0-939722-15-0.
- Intervisions. 1983. Visualternatives. ISBN 978-0-9611882-0-7.
- The Eagle's Mile. 1990. Wesleyan University Press. ISBN 978-0-8195-1187-4.
- The Whole Motion. Collected Poems 1945-1992. 1992. Wesleyan University Press. ISBN 978-0-8195-1218-5.
- The Selected Poems. 1998. Wesleyan University Press. ISBN 978-0-8195-2260-3.
- The Complete Poems of James Dickey. 2013. University of South Carolina Press. ISBN 978-1-611-17097-9.
- Death and the Day's Light. 2015. Mercer University Press. ISBN 978-0-88146-519-8.

### Novel·la
- Deliverance. 1970. Houghton Mifflin Co. ISBN 978-0-8044-2149-2.
- Alnilam. 1987. Doubleday. ISBN 978-0-385-06549-8.
- To the White Sea. 1993. Houghton Mifflin Co. ISBN 978-0-395-47565-2.

### Literatura infantil
- Tucky the Hunter. 1978. Crown Publishers. ISBN 978-0-517-53258-4.
- Bronwen, the Traw and the Shape-Shifter. 1986. Harcourt Brace Jovanovich. ISBN 978-0-15-212580-6.

### Guions
- Deliverance. 1971. Warner Bros. OCLC 638712911. Guió basat en la seva pròpia novel·la per la pel·lícula de mateix títol. Pàgina de la pel·lícula a ésAdir.
- The Call of the Wild. 1976. Guió basat en La crida del bosc de Jack London, adaptat per a televisió en 1976.
- The Sentence. 1979. Guió no rodat.

### Altres escrits
- The Suspect in Poetry. 1964. The Sixties Press. OCLC 1453737.
- A Private Brinksmanship. 1965. Pitzer College. OCLC 9133714.
- Spinning the Crystal Ball. 1967. Library of Congress. OCLC 452448.
- Metaphor as Pure Adventure. 1968. Library of Congress. OCLC 453381.
- Jericho: The South Beheld. 1974. Oxmoor House. ISBN 978-0-8487-0368-4.
- Babel to Byzantium. Poets & Poetry Now. 1968. Farrar, Strauss and Giroux. OCLC 361836.
- Self-Interviews. 1970. Doubleday. ISBN 978-0-385-03416-6.
- Sorties. Journals and New Essays. 1971. Doubleday. OCLC 923459222.
- God's Images. 1977. Oxmoor House. ISBN 978-0-8487-0479-7. Amb gravats de Marvin Hayes.
- In Pursuit of the Grey Soul. 1978. Bruccoli-Clark. ISBN 978-0-89723-004-9.
- The Water-Bug's Mittens - Ezra Pound: What We Can Use. 1980. Bruccoli-Clark. ISBN 978-0-89723-021-6.
- The Starry Place Between the Antlers. Why I Live in South Carolina. 1981. Bruccoli-Clark. ISBN 978-0-89723-031-5.
- Night Hurdling. 1983. Bruccoli-Clark. ISBN 978-0-89723-038-4.
- Wayfarer: A Voice from the Southern Mountains. 1988. Oxmoor House. ISBN 978-0-8487-0691-3. Amb fotografies de William Bake.
- Southern Light. 1991. Oxmoor House. ISBN 978-0-8487-0730-9. Amb fotografies de James Valentine.